# Ла Пила (Ливорно)
Ла Пила је насеље у Италији у округу Ливорно, региону Тоскана.
Према процени из 2011. у насељу је живело 405 становника. Насеље се налази на надморској висини од 9 м.